# Doddavalagamadhi, Bangarapet
Doddavalagamadhi là một làng thuộc tehsil Bangarapet, huyện Kolar, bang Karnataka, Ấn Độ.